# پیکسیز
پیکسیز (به انگلیسی: Pixies) یک گروه موسیقی آلترنیتیو راک آمریکایی است که در سال ۱۹۸۶ در بوستون، ماساچوست تشکیل شد. این گروه درحال حاضر از بنیان‌گذاران اولیه آن، بلک فرانسیس (خواننده اصلی، نوازنده گیتار ریتم)، جوی سانتیاگو (گیتار لید) و دیوید لوورینگ (درامز) تشکیل شده است. دیگر عضو گروه که از جمله اعضای بنیان‌گذار محسوب می‌شود، کیم دیل (گیتار بیس و خواننده پشتیبان) است که گروه را در سال ۲۰۱۳ ترک کرد و کیم شاتاک برای مدت چند ماه، جای او را در نقش نوازنده گیتار بیس در اجراهای زنده گرفت. سپس پاز لنچانتین، جایگزین شاتاک برای تور سال ۲۰۱۴ گروه شد ولی در مارس ۲۰۲۴ اعلام کرد که برای تمرکز بر پروژه‌های شخصی اش از گروه جدا می‌شود.
گروه پیکسیز محبوبیتی نسبتاً متوسط در کشور خانهٔ خود به‌دست‌آورد؛ اما در بریتانیا و سرزمین‌های اروپایی، بسیار محبوب شد. پیکسیز در سال ۱۹۹۳، در وضعیتی نامهربانانه از هم پاشید، اما در سال ۲۰۰۴ مجدداً با همان اعضای سابق، تشکیل شد. با وجود موفقیت‌های تجاری محدودی که این گروه به‌دست‌آورد، موسیقی گوشخراش و پرخاشگرانه آنها، بر روی گروه‌هایی از جمله نیروانا، ردیوهد، د استروکز و ویزر تأثیرگذار بوده است.
سبک موسیقایی گروه پیکسیز، از عناصری از جمله ایندی راک، سایکدلیا، نویز راک و سرف راک تشکیل شده است. بلک فرانسیس، ترانه‌نویس و خواننده اصلی گروه است. او ترانه‌هایی دربارهٔ موضوعات غیرمعمول همانند قطع عضو، سورئالیسم، زنا با محارم و خشونت مذهبی (انجیلی) نوشته است.
گروه پیکسیز را در گسترش سبک آلترنیتیو راک در دهه ۱۹۹۰ تأثیرگذار می‌دانند. محبوبیت پیکسیز در سال‌های پس از منحل‌شدن آن‌ها بیشتر شد. طوری که پس از اتحاد دوباره آن‌ها در سال ۲۰۰۴، کلیهٔ بلیط‌های تورهایشان فروخته شد. در ژوئیه ۲۰۱۳، گروه پس از ده سال، آهنگ‌های جدید خود را در قالب یک آلبوم استودیویی منتشر کردند. این گروه حدود دو میلیون فروش تصدیق‌شده دارد.

## تاریخچه

### تشکیل (۱۹۸۶)
جوی سانتیاگو و بلک فرانسیس (که نام اصلی او چارلز تامسون چهارم است)، اولین بار وقتی همدیگر را ملاقات کردند که هر دو در دانشگاه ماساچوست در امهرست تحصیل می‌کردند. آن دو در یک سوئیت در کنار هم زندگی می‌کردند. هرچند که سانتیاگو دربارهٔ حواس‌پرتی فرانسیس نگران بود، به این نکته پی برده بود که او نوازندهٔ موسیقی است و به این ترتیب، با هم دوست شدند. سپس فرانسیس به سفری در پورتوریکو رفت تا زبان اسپانیایی را بیاموزد. فرانسیس پس از شش ماه، به امهرست برگشت و از دانشگاه انصراف داد. فرانسیس و سانتیاگو سال ۱۹۸۴ را صرف کار کردن در یک انبار گذراندند، فرانسیس با گیتار آکوستیک خود آهنگ می‌ساخت و شعرهای آن‌ها را هم در مترو می‌نوشت.
آن دو در ژانویه ۱۹۸۶، یک گروه موسیقی تأسیس کردند. نوازنده گیتار بیس گروه، کیم دیل، دو هفته بعد به جمع آن‌ها پیوست. دیل از طریق یک آگهی که توسط فرانسیس صورت گرفته بود، با آن‌ها آشنا شده بود. فرانسیس در آن آگهی، به دنبال یک نوازنده گیتار بیس مؤنث بود که هم از نمادهای موسیقی فولک، پیتر، پاول و ماری و هم از گروه Hüsker Dü خوشش بیاید. دیل تنها کسی بود که به این آگهی پاسخ داده بود؛ اما در حین گزینش، بدون یک گیتار بیس نزد آن‌ها آمده بود، چرا که او هیچگاه این ساز را ننواخته بود. او تنها به این خاطر به گروه دعوت شد که ترانه‌هایی که بلک فرانسیس به او نشان داده بود را پسندیده بود. دیل بعدها یک گیتار بیس تهیه کرد و آن سه در آپارتمان دیل به تمرین پرداختند.
پس از اینکه دیل وارد گروه شد، گروه سعی کرد خواهر او، کلی دیل را هم به عنوان نوازندهٔ درامز جذب خود کند که ناموفق بود. شوهر کیم به آن‌ها پیشنهاد کرد که دیوید لاورینگ را استخدام کنند که کیم، قبلاً با او در جشن عروسی‌اش ملاقات کرده بود. سانتیاگو به صورت تصادفی از روی یک فرهنگ لغت، نام «پیکسیز» را برای گروه انتخاب کرد و این نام مورد موافقت دیگر اعضا واقع شد؛ معنی این نام، «الف‌های کوچولوی بدجنس» می‌شود. وقتی که گروه اسمی برای خود انتخاب کرد و ترکیب اعضای آن شکل گرفت، آن‌ها در اواسط ۱۹۸۶ تمرینات خود را به گاراژ والدین لاورینگ بردند. آن‌ها شروع به نواختن در شوها و میخانه‌های حوالی بوستون کردند.

### قرارداد ضبط و نخستین آلبوم (۱۹۸۷)
وقتی که یک بار گروه پیکسیز در کنسرتی به همراه گروه Throwing Muses در حال نواختن بود، توجه گری اسمیت، مدیر برنامه‌های استودیوهای فورت آپاچی به آن‌ها جلب شد. او به گروه گفت که «تا وقتی که شما در دنیا معروف نشدید خوابم نمی‌برد». گروه پس از آن یک دمو ۱۷-آهنگه را در فورت آپاچی ضبط کرد که این نوارد دمو، در بین طرفداران گروه به نوار صورتی‌رنگ معروف است، چرا که پس‌زمینه جلد آن صورتی‌رنگ بود. هزینهٔ جلسات ضبط، ۱۰۰۰ دلار بود که توسط پدر فرانسیس پرداخت شد و کل جلسات ضبط هم سه روز طول کشید. کن گوز مدیر برنامه‌های آن‌ها شد و دمو را به شخصی به نام ایوی واتز-راسل از یک ناشر مستقل به نام 4AD داد. واتز-راسل که گروه را خیلی عادی و «خیلی راک اند رول» یافته بود، ابتدا می‌خواست آن‌ها را رد کند، اما به خاطر اصرار دوست‌دخترش، قراردادی با آن‌ها امضاء کرد.
پیرو امضاء کردن قرارداد با 4AD، هشت آهنگ از دموی نوار صورتی، برای ضبط شدن در یک mini-LP به نام Come On Pilgrim انتخاب شدند. در برخی از آهنگ‌های این آلبوم چندآهنگه، مثل Vamos و Isla de Encanta، فرانسیس اشاره‌هایی به تجربیاتش در پورتوریکو داشته است؛ آلبوم حاوی اشعاری در مورد فقر و تنگ‌دستی در پورتو ریکو است. اشعار مذهبی این آلبوم و آلبوم‌های دیگر، الهام‌گرفته از روزهای تولد دوبارهٔ والدین فرانسیس در کلیسای پنتاکوستال هستند. هثر فارز درون‌مایهٔ ترانهٔ «خسته بودم» را عجز جنسی، و درون‌مایهٔ ترانه‌های «پسر نمرود» و «ترانهٔ تعطیلات» را موضوع زنا می‌داند.

### روزای موج‌سوار و دولیتل

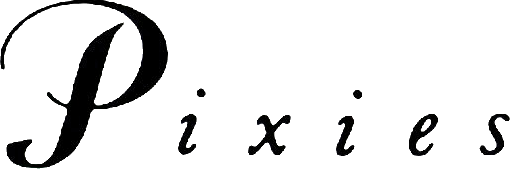
لوگوی گروه که بر روی آلبوم روزای موج‌سوار چاپ شده بود.

اثر بعدی گروه پس از Come On Pilgrim، یک آلبوم استودیویی تمام‌مدت، تحت عنوان روزای موج‌سوار بود. این آلبوم توسط استیو آلبینی تهیه شد (که بر طبق پیشنهاد یکی از کارکنان 4AD، توسط واتز-راسل استخدام شده بود). تهیه کردن این آلبوم دو هفته طول کشید و آلبوم در اوایل ۱۹۸۸ منتشر شد. روزای موج‌سوار در اروپا مورد تحسین قرار گرفت؛ هم ملودی میکر و هم ساندز به روزای موج‌سوار، جایزه «آلبوم سال» را اهدا کردند. در آمریکا، آلبوم نقدهایی مثبت، اما در عین حال بی‌سروصدا را دریافت کرد؛ واکنشی که در سرتاسر دوران فعالیت گروه پابرجا بود آلبوم در نهایت موفق شد در سال ۲۰۰۵ در آمریکا گواهی طلا دریافت کند. پس از انتشار این آلبوم، گروه به انگلستان رفت تا گروه Throwing Muses را در تور اروپایی «سکس و مرگ» همراهی کند که این تور، در Mean Fiddler در لندن آغاز می‌شد. این تور همچنین باعث شد گروه به هلند هم برود، جایی که پیکسیز در آنجا از قبل به اندازه کافی توجه رسانه‌ها را جلب کرده بود تا بتواند تور را تبلیغ کند. فرانسیس بعدها عنوان کرد که «اولین جایی که با پیکسیز کار انجام دادیم در هلند بود». این تور به خاطر شوخی‌های خصوصی (in-joke) گروه سرشناس است، مثلاً گروه آهنگ‌هایشان را به ترتیب حروف الفبا اجرا می‌کردند.
در همین اوقات، پیکسیز با یک ناشر عمدهٔ آمریکایی به نام الکترا رکوردز، قراردادی را امضاء کرد. در همین حوالی، گروه یک دوره همکاری با تهیه‌کنندهٔ انگلیسی، گیل نورتون را آغاز کرد. نورتون دومین آلبوم تمام‌مدت آن‌ها که دولیتل نام داشت را تهیه کرد که این آلبوم در شش هفتهٔ پایانی سال ۱۹۸۸ تهیه شد. از این آلبوم، عموماً به عنوان آلبومی یاد می‌شود که گروه با آن از صدا خام و نپخته‌ای که آلبوم‌های قبلی مانند Come On Pilgrim و روزای موج‌سوار داشتند، فاصله گرفت. دولیتل یک صدای شفاف‌تر داشت که عموماً ناشی از تهیه‌کنندگی نورتون و بودجه ۴۰٫۰۰۰ دلاری بود که صرف تهیهٔ آن شده بود؛ این مبلغ چهار برابر هزینه‌ای بود که صرف تهیهٔ روزای موج‌سوار شده بود. دولیتل یک تک‌آهنگ به نام «شوهرت داره میاد» داشت که زیست‌نامه‌نگارها، جوش فرانک و کارین گانز، آن را آهنگی به‌طور غیرمعمول شیک و شبه-پاپ تعریف کرده‌اند. «میمون به بهشت رفت» هم تک‌آهنگ دیگری از این آلبوم بود که جزء ۱۰ ترانهٔ مدرن راک برتر رادیویی در ایالات متحده بود و در بریتانیا هم در جمع ۱۰۰ ترانهٔ برتر قرار گرفت. مشابه روزای موج‌سوار، آلبوم دولیتل هم از سوی طرفداران و منتقدان موسیقی مورد تحسین قرار گرفت.

### وقفه (۱۹۸۹ تا ۱۹۹۰)
پس از آلبوم دولیتل، تنش میان دیل و فرانسیس به نقطهٔ اوج خود رسید (برای مثال، فرانسیس یک بار در کنسرتی در اشتوتگارت، گیتاری را به سمت دیل پرتاب کرد) و وقتی که دیل در کنسرتی در فرانکفورت از نواختن سر باز زد، تقریباً از گروه کنار گذاشته شده بود. سانتیاگو در مصاحبه‌ای با موجو، دیل را فردی «یک‌دنده که می‌خواهد ترانه‌های خودش را در آلبوم‌ها روی کار بیاورد تا دنیای خودش را بیابد»، توصیف کرد. در نهایت، دیل قبول کرد که فرانسیس خواننده است و باید از نظر موسیقایی، کنترل گروه را در اختیار داشته باشد، اما پس از آن اتفاق در فرانکفورت، «آنها تقریباً دیگر با هم صحبت نمی‌کردند». گروه در تور «Fuck or Fight» که پس از آلبوم دولیتل در ایالات متحده برگزار می‌شد، به‌طور فزاینده‌ای از پا افتاده‌تر می‌شد و تنش بین اعضا همچنان ادامه داشت. پس از آخرین روز تور در نیویورک، گروه بی‌رمق‌تر از آنی بود که در مهمانی پایان تور که شب پیش رو برگزار می‌شد، شرکت کند و خیلی زود اعلام کرد که فعالیت آن‌ها وقفه‌ای در پی خواهد داشت.
در طول این وقفه، سانتیاگو و لاورینگ به تعطیلات رفتند. فرانسیس هم یک تور انفرادی کوچک برگزار کرد. این تور از چند کنسرت تشکیل شده بود تا بتواند خرج سوخت سفرش به کل کشور را تأمین کند. دیل یک گروه موسیقی جدید به نام د بریدرز تشکیل داد. دیگر اعضای این گروه تانیا دونلی از گروه Throwing Muses و یک نوازندهٔ گیتار بیس به نام جوزفین ویگز از گروه پرفکت دیسستر بودند. اولین آلبوم آنها، Pod در سال ۱۹۹۰ منتشر شد.

### باسانوا، دنیا رو خر کن، انحلال (۱۹۹۰ تا ۲۰۰۲)
در سال ۱۹۹۰، تمام اعضای گروه غیر از دیل به لس آنجلس نقل مکان کردند. لاورینگ بیان داشته است که او، سانتیاگو و فرانسیس «به این خاطر به آنجا رفته‌اند که استودیو ضبط در آنجا قرار داشته است». برخلاف آثار پیشین، گروه برای آلبوم باسانوا، وقت کمی برای تمرین پیشاپیش داشت و بلک فرانسیس هم بیشتر آلبوم را در استودیو نوشته بود. آلبوم باسانوا که دو تک‌آهنگ با نام‌های ولوریا و بکن برای آتش داشت، در ایالات متحده به رتبه ۷۰ رسید. در مقابل، آلبوم در بریتانیا به رتبه سوم رسید. همچنین در سال ۱۹۹۰، پیکسیز آهنگی از گروه پال باترفیلد به نام زادهٔ شیکاگو را بازخوانی کرد و آن را در آلبوم رباعیات: چهلمین سالگرد الکترا منتشر کرد.
گروه به برگزاری تور ادامه داد و در سال ۱۹۹۱، آلبوم «دنیا رو خر کن» را منتشر کرد که آخرین آلبوم آن‌ها پیش از انحلال گروه بود. این آلبوم، حاوی آهنگی به نام «U-Mass» است که آن را آهنگی راجع به بی‌تفاوی و بی‌علاقگی به دانشگاه توصیف کرده‌اند که گیتار ریف آن، سال‌ها پیش وقتی که فرانسیس و سانتیاگو در دانشگاه ماساچوست بودند، نوشته شده بود. این آلبوم همچنین حاوی یک نسخه بازخوانی شده از ترانه «شاخ به شاخ» از گروه The Jesus and Mary Chain بود. همچنین در آن سال، گروه نسخه‌ای از آهنگ نمی‌توانم از یاد ببرم را برای آلبوم یادبود لئونارد کوهن به نام من طرفدار شمام بازخوانی کرد و همچنین شروع به برگزاری یک تور بین‌المللی کرد. در این تور، آن‌ها در اروپا در داخل استادیوم‌ها و در ایالات متحده در داخل تالارها به اجرا می‌پرداختند. سپس در سال ۱۹۹۲، یوتو را در توری که از آن راضی نبودند، تور زو تی‌وی، همراهی کردند. تنش بین اعضای گروه شدت گرفت و در پایان سال، گروه به تعطیلات رفت و اعضای گروه به پروژه‌های مجزا و انفرادی مشغول شدند.
در اوایل سال ۱۹۹۳، فرانسیس در مصاحبه‌ای با بی‌بی‌سی رادیو ۵ اعلام کرد که گروه به کار خود پایان داده است؛ فرانسیس در آن هنگام توضیح دیگری ارائه نداد که برای دیگر اعضای گروه هم نادانسته باقی‌مانده بود. او بعدها در این باره به سانتیاگو تلفن زد و سپس دیل و لاورینگ را در ژانویه ۱۹۹۳ از طریق فکس آگاه کرد. پس از انحلال گروه، چهار عضو آن شروع به کار کردن بر روی پروژه‌های انفرادی خود کردند. بلک فرانسیس نام خود را به فرانک بلک تغییر داد و چندین آلبوم انفرادی منتشر کرد که تعدادی از آن‌ها را تحت عنوان فرانک بلک اند کاتولیکز منتشر کرده است. دیل مشغول همان گروه د بیدرز که قبلاً تشکیل داده بود، شد. دیل با این گروه، با تک‌آهنگی به نام گلولهٔ توپ به موفقیت نائل آمد. این آهنگ، در آلبومی به نام Last Splash قرار داشت که در سال ۱۹۹۳ منتشر شده بود و موفق شده بود از نظر فروش، گواهی پلاتینی دریافت کند. دیل در سال‌های آینده، دو آلبوم دیگر را هم منتشر کرد. دیل همچنین گروه دیگری به نام امپز را هم تشکیل داد و یک آلبوم هم با این گروه منتشر کرد. سانتیاگو در برخی از آلبوم‌های فرانسیس، گیتار لید نواخته است. همچنین سانتیاگو در برخی از آلبوم‌های دیگر هنرمندان هم گیتار نواخته است. او موسیقی زمینه فیلم جرم و مجازات در حومه و شوی اعلان‌نشده شبکهٔ تلویزیونی فاکس را نوشته است. سانتیاگو به همراه همسرش، لیندا مالاری، گروهی به نام مارتینیز را تأسیس کرد که یک آلبوم هم با این گروه در سال ۲۰۰۴ منتشر کرد. او همچنین در سال ۲۰۰۴، در آلبومی به نام دولت‌مردی، اثر موسیقیدان و رمان‌نویسی به نام چارلز دوگلاس هم به نوازندگی گیتار پرداخت. لاورینگ به دنبال شعبده‌بازی رفت و گه‌گاه با نام The Scientific Phenomenalist برنامه اجرا می‌کرد. لاورینگ همچنین با چند گروه موسیقی از جمله کرکر در نقش نوازنده درامز همکاری کرد و در یکی از آلبوم‌های انفرادی تانیا دونلی، و ترانه‌ای به نام آزاد از گروه مارتینیز هم به نواختن درامز مشغول شد که این ترانه، در سوندترک امپایر رکوردز هم قرار داده شده است.
ناشرهای گروه، 4AD و الکترا رکوردز، در غیاب گروه به منتشر کردن آثار آن‌ها پرداختند. آن‌ها یک آلبوم برترین آثار به نام «مرگ بر پیکسی‌ها» را در سال ۱۹۹۷، آلبوم پیکسیز در بی‌بی‌سی را در سال ۱۹۹۸ و آلبوم گردآوری‌شدهٔ کلیه ترانه‌های پشت‌صفحه‌ای را هم در سال ۲۰۰۱ منتشر کردند. در همین اوقات، در سال ۲۰۰۲، آهنگ‌های نوار دمو ۱۷-ترکه گروه، به صورت یک آلبوم چندآهنگه به نام پیکسیز توسط ناشری به نام کوکینگ وانیل در بریتانیا و توسط اسپین‌آرت رکوردز در ایالات متحده منتشر شد. فرانک بلک همچنین با استفاده از این ناشرها، آلبوم‌های انفرادی خود و آلبوم‌هایی با گروه کاتولیکز را منتشر کرده است.

### تشکیل مجدد
۱۱ سال پس از انحلال گروه، گاهی شایعه‌هایی مبنی بر تشکیل مجدد گروه می‌پیچید. هرچند که فرانک بلک در ابتدا آن‌ها را خیلی راسخانه تکذیب می‌کرد، بعدها او شروع به قرار دادن تعدادی از آهنگ‌های پیکسیز در آثارش با کاتولیکز کرد و گه‌گاهی هم سانتیاگو را در کارهای انفرادی‌اش به خدمت می‌گرفت و لاورینگ هم گاهی با شعبده‌بازی‌های خود مراسم افتتاحیهٔ کنسرت‌های او را برگزار می‌کرد.

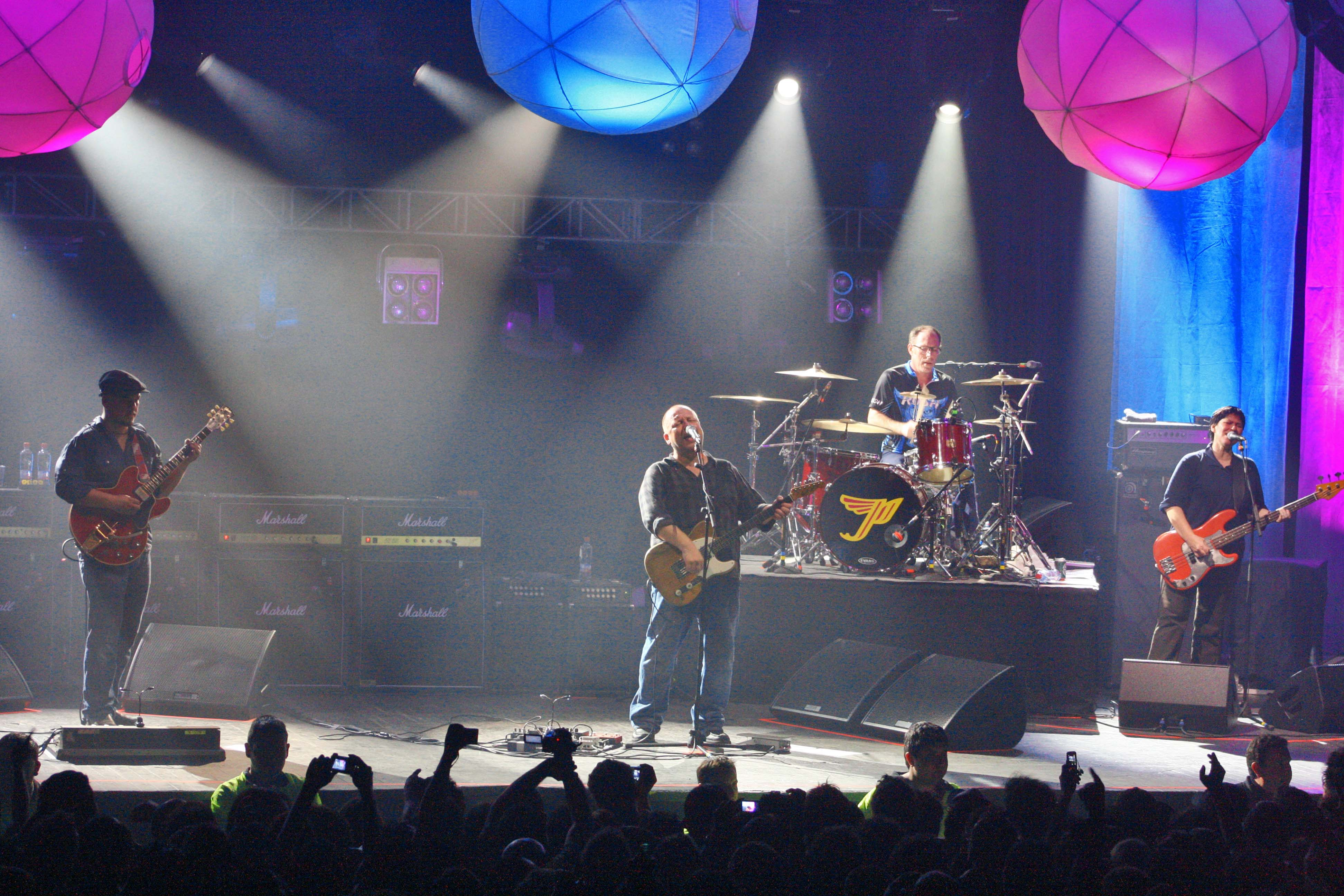
پیکسیز در سال ۲۰۱۰

در سال ۲۰۰۳، یک سری تلفن بین اعضای گروه برقرار شد که نتیجه آن چند تمرین بی‌سروصدا بود و خیلی زود تصمیم به تشکیل مجدد گروه گرفته شد. در فوریه ۲۰۰۴، گروه خبر از برگزاری یک تور کامل را داد و بلیط‌های مربوط به روزهای ابتدایی تور در عرض چند دقیقه فروخته شدند. نمایش چهار روزهٔ گروه در بریکستون آکادمی لندن، سریع‌ترین میزان فروش بلیط را در طی تاریخ ۲۰ ساله این استودیو داشته است.
پیکسیز اولین کنسرت تجدید دیدار خود را در تاریخ ۱۳ آوریل ۲۰۰۴ در The Fine Line Music Cafe در مینیاپولیس برگزار کرد و پس از یک نمایش در جشنواره هنر و موسیقی کنچلا ولی، یک تور آماده‌سازی در آمریکا و کانادا برگزار کرد. گروه سپس بیشتر سال ۲۰۰۴ را صرف برگزاری تور در برزیل، اروپا، ژاپن و ایالات متحده کرد. گروه جایزه Act-of-the-Year را در سال ۲۰۰۴ از جشنواره جوایز موسیقی بوستون دریافت کرد. بر طبق گزارش‌ها، از فروش بلیط‌ها در تور تجدید دیدار سال ۲۰۰۴، سرجمع بیش از ۱۴ میلیون دلار حاصل شده بود.
در سال ۲۰۰۴، گروه آهنگ جدیدی به نام Bam Thwok را منحصراً از طریق آی‌تیونزاستور منتشر کرد. این ترانه در جدول رسمی آهنگ‌های دانلودی بریتانیا رتبه ۱ را از آن خود کرد. 4AD آلبوم گردآوری‌شده موجی از نقص عضو: بهترین‌های پیکسیز را در کنار یک دی‌وی‌دی به نام پیکسیز منتشر کرد.
پیکسیز همچنین در یکی از آلبوم‌های گرامی‌داشت وارن زوون تحت عنوان از ساندویچ‌ها لذت ببر، ترانه‌ای به نام اصلاً زیبا نیست را بازخوانی کرده است (از وارن زوون). هم ترانه Bam Thwok و هم اصلاً هم زیبا نیست، هر دو توسط بن مامفری تهیه شدند، اولی در Stagg Street Studios در ون نویس، لس آنجلس و دومی هم در متامورفوسیس استودیو در وین.
در سال ۲۰۰۵، گروه در تعدادی فستیوال از جمله لولاپالوزا، T on the Fringe و نیوپرت فولک فستیوال شرکت جست. آن‌ها سرتاسر سال ۲۰۰۶ و ۲۰۰۷ را هم به شرکت در میدان‌ها مختلف مبادرت ورزیدند که این حتی منجر به بربایی که نمایش در استرالیا، آن هم برای اولین بار توسط گروه شد. از سال ۲۰۰۵، فرانسیس چندین بار اظهار داشته است که ضبط کردن آلبوم جدید توسط پیکسیز یا تنها یک احتمال است یا یک امر بعید، که مانع اصلی آن‌ها برای انجام این کار، مخالفت دیل بیان می‌شد.
برای بزرگداشت بیستمین سالگرد انتشار آلبوم دولیتل، گروه توری را در اکتبر ۲۰۰۹ آغاز کرد که در این تور، گروه ترک به ترک ترانه‌های آلبوم دولیتل، حتی ترانه‌های پشت‌صفحه‌ای تک‌آهنگ‌های آلبوم را هم اجرا کرد. تور در اروپا آغاز شد، در ماه نوامبر در ایالات متحده ادامه یافت، در مارس ۲۰۱۰ تورهایی در آمریکای جنوبی و استرالیا برگزار شد، سپس در نیوزلند، در بهار ۲۰۱۰ در اروپا و سپس از پاییز ۲۰۱۰ تا بهار ۲۰۱۰ مجدداً در آمریکای شمالی ادامه یافت. در پاییز ۲۰۱۰ توری به نام شهرهای خیالی هم ادامه‌ای برای تور تور دولیتل شد.

### جدایی کیم دیل از گروه، بگ‌بوی و آثار جدید (۲۰۱۳ تا کنون)

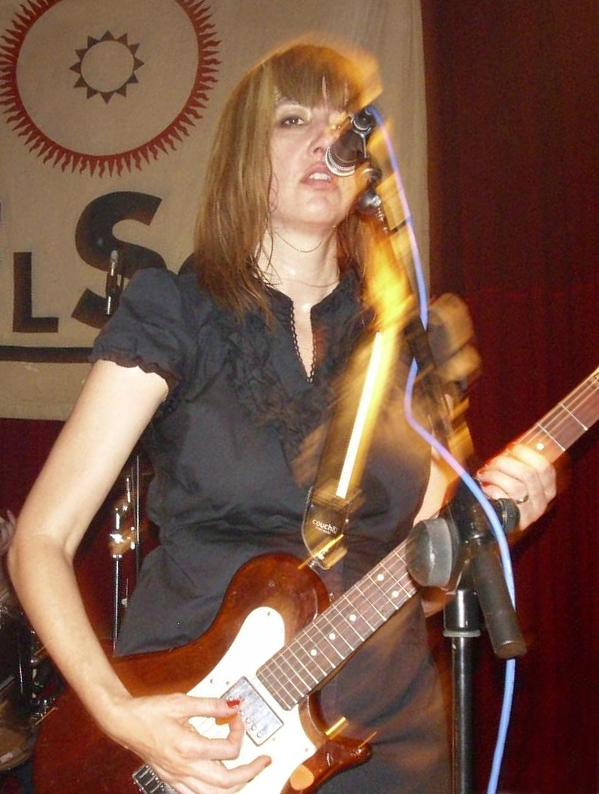
کیم شاتاک مدت کوتاهی به عنوان نوازنده نوازنده گیتار بیس و همین‌طور خوانندهٔ پشتیبان، عضو گروه بود. تصویر مربوط به سال ۲۰۰۹ است.

در ۱۴ ژوئن ۲۰۱۳، در اکانت توییتر گروه اعلام شد که کیم دیل گروه را ترک کرده است. دیل از آن موقع تا کنون یک آهنگ انفرادی در وب‌گاهش منتشر کرده و باقی‌مانده اعضای گروه پیکسیز هم گفته‌اند که اگر برنامه کاری او با گروه بریدرز اجازه داد، خوشحال خواهند شد که به گروه برگردد. دو هفته بعد، گروه آهنگ جدیدی به نام بگ‌بوی را منتشر کرد، که می‌شد آن را رایگان از وبگاه پیکسیز دانلود کرد. در این آهنگ، جرمی دابز از گروه Bunnies که سابقاً عضو Bennies هم بود، به جای دیل در نقش خوانندگی حضور دارد.
گروه پیکسیز در ۱ ژوئیه ۲۰۱۳، اعلام کرد که کیم شاتاک، گیتاریست و خواننده گروه‌های مافز و پاندوراز به جمع اعضای گروه اضافه شده است و قرار است جای دیل را در تور اروپایی سال ۲۰۱۳ پر کند. گروه در ۳ سپتامبر ۲۰۱۳، یک آلبوم چند آهنگه از ترانه‌های جدید خود، تحت عنوان آلبوم چندآهنگه اول را منتشر کرد. در ۲۹ نوامبر ۲۰۱۳، شاتاک اعلام کرد که از گروه کناره‌گیری کرده است. در دسامبر ۲۰۱۳، پاز لنچانتین به عنوان نوازنده جدید گیتار بیس برای تور سال ۲۰۱۴ گروه معرفی شد. یک آلبوم چندآهنگه با آهنگ‌های جدید تحت عنوان آلبوم چندآهنگه دوم هم در ۳ ژانویه ۲۰۱۴ منتشر شد. تک‌آهنگی به نام هکز چشم‌آبی هم در رادیو پخش شد. یک آلبوم چندآهنگهٔ دیگر تحت عنوان آلبوم چندآهنگه سوم هم در ۲۴ مارس ۲۰۱۴ منتشر شد. همه این آلبوم‌های چندآهنگه تنها به صورت دانلودی و ویرایش وانیلی محدود در دسترس بودند. این سه آلبوم چندآهنگه، در قالب یک آلبوم پرآهنگ مخلوط شدند و در آوریل ۲۰۱۴، در آلبوم جدیدی به نام ایندی سیندی عرضه شدند.
در اکتبر ۲۰۲۴ پیکسیز نهمین آلبوم استودیویی خود را با عنوان The Night the Zombies Came را منتشر کرد. بلک فرانسیس، خواننده اصلی گروه، در مورد این آلبوم گفت: «این یک آلبوم مفهومی نیست، اما کلمه زامبی در اشعار به‌طور مکرر ظاهر می‌شد. وقتی به دیگر اشعار نگاه کردم، هیچ‌کدام به اندازه The Night The Zombies Came مناسب نبود.» این آلبوم به تهیه‌کنندگی تام دالگتی (Tom Dalgety) ساخته شده است.

## تأثیرپذیری‌ها
پیکسیز از طیف وسیعی از هنرمندان و ژانرها تأثیر پذیرفته است. هر عضو گروه، یک پس‌زمینه متفاوت در موسیقی دارد. فرانسیس وقتی که اولین بار شروع به نوشتن ترانه برای پیکسیز کرد، گفت که او به هیچ چیز جز Hüsker Dü, کاپیتان بیف‌هرت، و ایگی پاپ گوش نمی‌کند. دیگر هنرمندانی که بر روی فرانسیس تأثیرگذار بوده‌اند عبارتند از The Gun Club و د کارز. او در حین ساختن آلبوم دولیتل به شدت به آلبوم سفیدرنگ اثر بیتلز گوش می‌کرد. او از بادی هالی به عنوان مدلی برای نوشتن ترانه‌هایش یاد کرده است.
سانتیاگو به موسیقی پانک دهه ۱۹۷۰ و ۱۹۸۰، از جمله هنرمندانی مثل بلک فلگ، و همین‌طور دیوید بویی گوش می‌کرد. گیتاریست‌هایی که بر روی او تأثیرگذار بوده‌اند عبارتند از جیمی هندریکس، لس پال، وس مونتگومری، و جورج هریسون. پیش‌زمینه موسیقایی دیل، موسیقی فولکلور و موسیقی کانتری بود. او در نوجوانی یک گروه کانتری-فولک به همراه خواهرش ایجاد کرد و آثار هنرمندانی همچون اورلی برادرز و هنک ویلیامز را بازخوانی می‌کردند. دیگر هنرمندانی که او به آثارشان گوش می‌کرد عبارتند از XTC, Gang of Four و الویس کاستلو. لاورینگ هم از جمله طرفداران گروه راش است.
دیگر چیزهای غیرموسیقایی، مثل فیلم‌ها هم بر روی پیکسیز تأثیرگذار بوده‌اند. فرانسیس از فیلم‌های سورئالیستی کله‌پاک‌کن و سگ اندلسی (که در خوارگردان به آن اشاره می‌شود) به عنوان یک منبع الهام بر روی خود نام می‌برد. او دربارهٔ این تأثیرپذیری‌ها گفته است که «حوصله نداشتم بشینم و رمان‌های سورئالیستی بخونم، نگاه کردن فیلم‌های ۲۰ دقیقه‌ای برایم راحت‌تر بود».

## ترانه‌نویسی و آواز
بیشتر ترانه‌های پیکسیز توسط فرانسیس نوشته و خوانده شده‌اند. استفن توماس ارلواین ترانه‌نویسی فرانسیس را به صورت «دربرگیرنده اشعار باورنکردنی و تکه‌پاره راجع به مسائلی همچون فضا، دین، سکس، قطع عضو و فرهنگ عامه» توصیف کرده است. خشونت مذهبی مضمون ترانه‌های مرده و Gouge Away در آلبوم دولیتل را تشکیل می‌دهند. فرانسیس به ملودی میکر گفته است که «همه این‌ها راجع به شخصیت‌های عهد عتیق هست. فکر و ذکرم با آنها مشغول شده است. چرا همش اینجوری درمیاد رو نمی‌دونم» او ترانه کاریبو در Come on Pilgrim را دربارهٔ تناسخ (حلول روح در بدن دیگر) توصیف می‌کند. در تعدادی از ترانه‌های آلبوم باسانوا هم مضامینی راجع به موجودات فرازمینی دیده می‌شود.
ترانه سیمین در آلبوم دولیتل را دیل به همراه فرانسیس نوشته است و آن دو به همراه هم به صورت همزمان در این ترانه به خوانندگی می‌پردازند. او همچنین ترانه غول‌آسا در آلبوم روزای موج‌سوار را هم به همراه فرانسیس نوشته و در آن به خوانندگی می‌پردازد. ترانه Bam Thwok که یک تک‌آهنگ دیجیتالی محصول سال ۲۰۰۴ است را هم دیل به تنهایی نوشته است. او در آثار سابقش خودش را به نام دوشیزه جان مورفی معرفی می‌کرد که در آن موقع او ازدواج کرده بود و از این نام به صورت یک لطیفه فمینیستی طعنه‌آمیز استفاده می‌کرد. در ترانه به سوی سفیدی که ترانه دیگری محصول همکاری دیل و فرانسیس است، دیل آوازخوان اصلی است. علاوه بر آن، در ترانه زمستانی که یک بازخوانی از یکی از ترانه‌های نیل یانگ است، او آوازخوان اصلی است. لاورینگ در ترانه دو دو دوست دارم در آلبوم دولیتل و همین‌طور ترانه پشت‌صفحه‌ای وانمودین خواننده اصلی است.

## تأثیرگذاری‌ها
هرچند که پیکسیز آلبوم‌های نسبتاً کمی تولید کرد که فروش متوسطی هم داشتند، اما این گروه بر روی تعدادی از گروه‌هایی که در دهه ۱۹۹۰ باعث به محبوبیت رسیدن موسیقی آلترنیتیو راک شدند، تأثیرگذار بوده است.گری اسمیت، که آلبوم Come On Pilgrim این گروه را تهیه کرده است، در سال ۱۹۹۷ دربارهٔ تأثیر این گروه بر موسیقی آلترنیتیو راک گفته است:
من شنیده‌ام که در مورد ولوت آندرگراوند می‌گویند که آدم‌های زیادی آلبوم‌های آنها را نخریده‌اند، اما هر کس که این کار را کرده، یک گروه موسیقی هم افتتاح کرده. فکر می‌کنم که این مطلب در مورد پیکسیز هم به شدت صحت دارد. سلاح مخفی چارلز، خیلی هم مخفی از آب در نیامده است و دیر یا زود، انواع مختلف گروه‌های موسیقی از همان استراتژی wide dynamics بهره‌گیری می‌کنند. این تبدیل به یک فرمول محبوب شده، در طی مدت کوتاهی، بوی روح نوجوانی می‌دهد از جدول‌های موسیقی بالا رفت و حتی اعضای گروه نیروانا بعداً گفتند که این ترانه از هر جهت شبیه یک ترانه از پیکسیز است.
از نظر موسیقایی، پیکسیز به خاطر به محبوبیت رساندن extreme dynamics و زمان‌بندی پایان-شروع که در موسیقی آلترنیتیو راک، به‌طور گسترده‌ای مورد استفاده قرار می‌گیرد، شناخته می‌شود. ترانه‌های پیکسیز عموماً از بندهای بی‌صدا و ملایم و از ترجیع‌بندهای هیجانی و پرخروش تشکیل شده‌اند. هنرمندانی همچون دیوید بویی، ردیوهد، پی‌جی هاروی، یوتو، نیروانا، د استروکز، ویزر و Pavement از پیکسیز به عنوان گروهی که بر آن‌ها تأثیرگذار بوده، یاد کرده‌اند. بونو از اعضای U2 پیکسیز را «یکی از برترین گروه‌های راک آمریکایی برای همیشه» نامیده است و تام یورک از ردیوهد هم گفته است که وقتی که به مدرسه می‌رفته، «گروه پیکسیز زندگی‌ام را تغییر داده‌اند». بویی که خودش بر روی فرانسیس و سانتیاگو تأثیرگذار بوده (وقتی که در دانشگاه بودند)، گفته است که ترانه‌های پیکسیز «از گیراترین ترانه‌های کل دهه ۸۰ میلادی» هستند.
یکی از قابل توجه‌ترین مواردی که از پیکسیز به عنوان یک منبع الهام برای خود یاد کرده، کورت کوبین، خواننده و گیتاریست اصلی گروه نیرونا است، او معترف شده است که ترانه بوی روح نوجوانی می‌دهد، تلاشی برای تقلید از سبک گروه پیکسیز بوده است. کوبین در مصاحبه‌ای با رولینگ استون در ژانویه ۱۹۹۴، گفت که «من سعی داشتم که یک ترانه پاپ عالی بنویسم، سعی داشتم سبک پیکسیز را کپی کنم، این رو اعتراف می‌کنم [با خنده]. وقتی که برای اولین بار به آثار پیکسیز گوش کردم، آنقدر شیفته پیکسیز شده بودم که انگار یکی از اعضای آن گروه بودم، یا حداقل یک گروه کاور از پیکسیز. ما سعی کردیم از مفهوم دینامیکز آنها استفاده کنیم، ملایم و ساکت باشیم و بعد سرسخت و پرخروش شویم». کوبین از آلبوم روزای موج‌سوار، به عنوان یکی از آلبوم‌های تأثیرگذار بر روی سبک خودش یاد کرده و خصوصاً صدای درامز طبیعی و قدرتمند آلبوم را تحسین کرده است که این صدا، متأثر از تکنیک‌هایی است که آلبینی برای تهیه آلبوم به‌کار برده است. آلبینی بعدها به خواست کوبین، تهیه‌کنندگی آلبوم در رحم این گروه را بر عهده گرفت.

## نماهنگ‌ها و دی‌وی‌دی‌ها
هیچ نماهنگی برای ترانه‌های موجود در Come on Pilgrim یا روزای موج‌سوار منتشر نشد، اما از آلبوم دولیتل به بعد، این نماهنگ‌ها ساخته شدند: میمون به بهشت می‌رود, شوهرت داره می‌یاد, ولوریا, بکن برای آتش, آلیسون, الک ایفل, شاخ‌به‌شاخ, و خوارگردان. این نماهنگ‌ها بعدها در سال ۲۰۰۴ بر روی یک DVD تحت عنوان پیکسیز منتشر شدند. علاوه بر آن، ترانهٔ سال ۲۰۱۳ گروه به نام بگ‌بوی با نماهنگی همراه بود و بعدها هم یک نماهنگ جایگزین، برای آن ساخته شد. برای تمام ترانه‌های موجود در EP1 نماهنگ ساخته شده است. ویدئوهای ترانه‌های شوهرت داره میاد و آلیسون در آلبوم کلیه ترانه‌های پشت‌صفحه‌ای هم منتشر شدند.
در آلبوم باسانوا، گروه تنفر شدیدی از ساخت نماهنگ پیدا کرده بود و فرانسیس از لب‌خوانی کردن ترانه‌ها امتناع می‌ورزید. برای مثال، در نماهنگ شوهرت داره می‌یاد، هم فرانسیس و هم دیل، تنها دهانشان را به شکل گشاد باز می‌کنند و از لب‌خوانی کردن اشعار سر باز می‌زنند. بر طبق گفتهٔ ناشر گروه، این یکی از دلایل اصلی بود که گروه پیکسیز هیچگاه در شبکه MTV پوشش گسترده پیدا نکرد.
با انتشار آلبوم باسانوا، ناشر گروه، 4AD، امیدوار بود که گروه پیکسیز برای اجرای ترانه ولوریا در برنامه برترین‌های پاپ بی‌بی‌سی انتخاب شود. برای اینکه این هدف تحقق یابد، گروه وادار به ساخت یک نماهنگ برای این ترانه شد. یک نماهنگ ارزان‌قیمت برای این ترانه ساخته شد که در آن اعضای گروه در حال پایین رفتن از یک مخروبه فیلمبرداری شده‌اند. این ویدیو به صورت تصویرآهسته پخش می‌شود. اما در نهایت، گروه شانسی برای اجرای این ترانه در برنامه مورد نظر پیدا نکرد.
یک مستند ۹۰ دقیقه‌ای به نام صدای بلند، آرام، بلند: فیلمی در مورد پیکسیز به کارگردانی استیون کانتور و میتو گالکین در سال ۲۰۰۶ منتشر شد. این فیلم، برگزاری تور و تشکیل مجدد گروه در سال ۲۰۰۴ را به تصویر می‌کشد و سال‌های پس از انحلال گروه را هم مورد پوشش قرار می‌دهد. علاوه بر دی‌وی‌دی پیکسیز و صدای بلند، آرام، بلند، چهار دی‌وی‌دی دیگر از پیکسیز در طی سال‌های ۲۰۰۴ تا ۲۰۰۶ منتشر شد که همه آن‌ها کنسرت‌های گروه را شامل می‌شوند: اجرای زنده در شهر و کانتری کلوب در سال ۱۹۸۸، پیکسیز - بلیط تمام شد، پیکسیز آکوستیک: اجرای زنده در نیوپورت، قرار پیکسیز در کلوب، اجرای زنده در پارادیس در بوستون

## آلبوم‌شناسی
- رزای موج‌سوار (۱۹۸۸)
- دولیتل (۱۹۸۹)
- باسانووا (۱۹۹۰)
- دنیا رو خر کن (۱۹۹۱)
- ایندی سیندی (۲۰۱۴)
- هد کریر (۲۰۱۶)
- تحت ایری (۲۰۱۹)
- شعر بد (۲۰۲۲)
- شبی که زامبی‌ها آمدند (۲۰۲۴)

## واژه‌نامه
1. ↑  Ken Goes
2. ↑  Ivo Watts-Russell
3. ↑  Heather Phares
4. ↑  Dig for Fire
5. ↑  Born in Chicago
6. ↑  Rubáiyát: Elektra's 40th Anniversary
7. ↑  I Can't Forget
8. ↑  I'm Your Fan
9. ↑  Zoo TV Tour
10. ↑  Frank Black
11. ↑  Frank Black and the Catholics
12. ↑  Crime and Punishment in Suburbia
13. ↑  Undeclared
14. ↑  Statecraft
15. ↑  Charles Douglas
16. ↑  Tanya Donelly
17. ↑  Free
18. ↑  Pixies at the BBC
19. ↑  Cooking Vinyl
20. ↑  SpinArt Records
21. ↑  Wave of Mutilation: The Best of Pixies
22. ↑  Enjoy Every Sandwich
23. ↑  Ain't That Pretty At All
24. ↑  Lollapalooza
25. ↑  Imaginary Cities
26. ↑  Blue Eyed Hexe
27. ↑  Elvis Costello
28. ↑  Dead
29. ↑  Caribou
30. ↑  Silver
31. ↑  Mrs. John Murphy
32. ↑  Into the White
33. ↑  Winterlong
34. ↑  La La Love You
35. ↑  Make Believe
36. ↑  Top of the Pops
37. ↑  loudQUIETloud: a film about the Pixies
38. ↑  Steven Cantor
39. ↑  Matthew Galkin